# LAPB
LAPB står for Link Access Protocol, Balanced, og er betegnelsen på en bitorienteret protokol i HDLC-familien. LAPB er primært udviklet i forbindelse med X.25, hvor protokollen benyttes til overførsel af pakker mellem terminal og net.
LAPB kan kun anvendes til punkt-til-punkt-transmission, da det er en såkaldt asynkron, balanceret protokol. Med asynkron forstås, at hver tilslutning uden tilladelse fra modparten kan afsende data. Den balancerede betegnelse hentyder til det forhold, at begge transmissionsretninger kan åbnes og lukkes med en enkelt kommando, hvorved der hersker et balanceret forhold mellem sender og modtager i hver ende. 
LAPB blev defineret i 1978, og den erstatter nu helt den tidligere variant i X.25, der betegnes LAP.